# 허미진
허미진은 대한민국의 개그우먼이다.

## 학력
- 경성대학교 화학과

## 방송
- tvN 코미디빅리그
  - 가벼운 사랑
  - 블라인드
  - 널생각해
  - 으라차차 대한민국